# Focalizzazione (narratologia)
La focalizzazione è, nell'analisi di un testo narrativo,  il punto di vista sotto il quale vengono presentati i fatti, dal momento che, a seconda di come vengono descritti (verso l'alto, il basso, destra, sinistra, o con gli occhi di qualunque che sia bambino o adulto), il contesto cambia.
La focalizzazione è quindi l'angolo visuale, il punto di vista che il narratore assume di fronte ai fatti narrati o ai personaggi.
Gli studiosi hanno individuato tre diversi tipi di focalizzazione:
- Focalizzazione zero: si realizza ogni qual volta i fatti vengono narrati da un narratore onnisciente, cioè da colui che conosce tutti i fatti e che legge i pensieri e gli animi dei personaggi e li giudica. È come se il narratore narrasse le vicissitudini dall'alto. Ad esempio: I promessi sposi di Manzoni. È la narrazione più usata per le opere narrative e ha origine nella Bibbia, dove il narratore è sempre onnisciente ma non onnipotente, discreto, parco di parole e giudizi, giunge perfino a conoscere e rivelare il pensiero, le intenzioni e i sentimenti di Dio. Inoltre non è presente alcun punto di vista da parte dei personaggi.

- Focalizzazione interna: il narratore assume il punto di vista di un personaggio, e la narrazione è quindi effettuata dall'interno dell'ambiente rappresentato. La focalizzazione interna è fissa quando i fatti sono filtrati da un unico personaggio, variabile quando i punti di vista adottati sono di più personaggi in successione, multipla se i punti di vista adottati sono di più personaggi contemporaneamente o, meglio, per uno stesso evento. Sono a focalizzazione interna tutti gli scritti autobiografici e i romanzi epistolari. Vi rientrano altresì le opere scritte in terza persona in cui i fatti vengono presentati attraverso l'ottica di uno o più personaggi, per esempio come nei romanzi di Italo Svevo. I mezzi di espressione maggiormente usati sono il discorso indiretto libero, il monologo interiore e il flusso di coscienza.

- Focalizzazione esterna: è il racconto oggettivo nel quale si presenta al lettore l'azione dei personaggi senza mai venire a conoscenza dei loro pensieri o dei loro conflitti interiori. Il narratore è solo un testimone esterno. Questo tipo di focalizzazione è tipica dei romanzi gialli e d'avventura, che attirano il lettore proprio perché vi è un mistero. Può esservi comunque anche in alcune opere di diverso genere narrativo (ad esempio in alcuni romanzi o racconti di Hemingway).